# Flying Elephant
 (срп. Летећи слон) био је планирани британски супертешки тенк који никад није ушао у производњу.

## Историјат
Делимични нацрти тенка који су сачувани су приказивали возило дужине 8,36 m, око 3 m дужине и три метра ширине, не много веће од Марка I. Међутим груба процена маса тенка је била око 100 тона јер је било планирано да оклоп тенка напред буде дебљине 7,62 cm и 5 cm по странама и позади. Оно што се поуздано зна је да је конструкција прототипа била покренута али никад није завршена зато што је британска канцеларија за рат наредила обуставу прозводње јер је сматрала да је мобилност много битнија од заштите.